# Gigantodax zumbahuae
Gigantodax zumbahuae е насекомо от разред Двукрили (Diptera), семейство Зли мухи (Simuliidae). Съществува ендемично в Еквадор; няма подвидове.